# خانه نصیرالدوله (اتاق آئینه خانه)
خانه نصیرالدوله (اتاق آئینه خانه) مربوط به دوره قاجار است و در تهران، خیابان امیرکبیر، کوچه شهید هداوند، کوچه مرآت، پلاک ۲۰ واقع شده و این اثر در تاریخ ۷ آذر ۱۳۸۳ با شمارهٔ ثبت ۱۱۲۴۳ به‌عنوان یکی از آثار ملی ایران به ثبت رسیده است.